# C15orf56
C15orf56 (англ. Chromosome 15 open reading frame 56) – білок, який кодується однойменним геном, розташованим у людей на 15-й хромосомі. Довжина поліпептидного ланцюга білка становить 161 амінокислот, а молекулярна маса — 17 040.
| 10         |  | 20         |  | 30         |  | 40         |  | 50         |
| ---------- |  | ---------- |  | ---------- |  | ---------- |  | ---------- |
| MPRAGRAPAE |  | GGPAPGTRSS |  | RCLRPRPLAW |  | RRLVPNFGAW |  | APRKGAARVG |
| RPVLSPRTSG |  | AAGEPTCGAG |  | SPGTLEEGVA |  | SGRTRRRTQS |  | AGEVAKCRWG |
| LGQEPLCPRG |  | AVLLNSFSPP |  | AWPQFPPALR |  | LRALAWPQPR |  | GPACGSTAQW |
| PPRGDPTWRI |  | S          |  |            |  |            |  |            |

A: Аланін

C: Цистеїн

D: Аспарагінова кислота

E: Глутамінова кислота

F: Фенілаланін

G: Гліцин

I: Ізолейцин

K: Лізин

L: Лейцин

M: Метіонін

N: Аспарагін

P: Пролін

Q: Глутамін

R: Аргінін

S: Серин

T: Треонін

V: Валін